# Neibsheimer Dorfbach
Der Neibsheimer Dorfbach (auch Talbach genannt) ist ein 7,3 km langer Bach im baden-württembergischen Landkreis Karlsruhe, der bei Bretten-Neibsheim von rechts in den Saalbach mündet.

## Name
In den historischen Aufzeichnungen wurde der Dorfbach lediglich als Bach (1431 „uff der beche“) bezeichnet. Alternative Namen sind (Neibsheimer) Talbach, Krottenbach oder Ortsbach.

## Geographie

### Verlauf
Der Neibsheimer Dorfbach entspringt rund 2 km nördlich von Neibsheim auf etwa 210 m ü. NHN im Walddistrikt „Alter Wald“. Zunächst fließt er in östlicher Richtung, durchquert nach etwa 500 m landwirtschaftlich geprägtes Gelände und nimmt nach rund 1000 m einen namenlosen Zufluss von links auf. Anschließend wendet sich sein Lauf nach Südwesten. Der Bachverlauf folgt dabei in etwa der Gemarkungsgrenze zwischen Neibsheim und Büchig.
Bei Fließkilometer 3 passiert der Dorfbach westlich den Ort Büchig und biegt anschließend nach Westen ab. Von Norden kommend tritt er in Neibsheim ein und folgt dort über eine Strecke von etwa 600 m der nach ihm benannten Talbachstraße. Im weiteren Verlauf fließt er zwischen Wohnhäusern hindurch und verlässt den Ort westwärts, nachdem er die Talbachstraße gekreuzt hat.
Sein weiterer Weg führt ihn durch eine von Ackerland geprägte Landschaft, bis er schließlich nach über 7 Fließkilometern auf 143 m ü. NHN von rechts in den Saalbach mündet.

### Einzugsgebiet
Der Bach entwässert ein über 13 km² großes Einzugsgebiet, das naturräumlich dem Kraichgau zuzuordnen ist und vollständig die beiden Ortschaften Neibsheim und Büchig umfasst. Die höchste Erhebung mit 252,5 m ü. NHN liegt im Bürgerwald im südlichen Abschnitt des Gebiets. Im Nordosten befindet sich zudem der Alte Wald. Insgesamt sind etwa 1,8 km² bewaldet, was weniger als 15 % der Gesamtfläche des Einzugsgebiets entspricht. Der überwiegende Teil ist jedoch offen und wird größtenteils landwirtschaftlich genutzt.
Im Uhrzeigersinn grenzt das Einzugsgebiet an jenes des Kraichbachs (im Norden und Osten), des Gölshäuser Dorfbachs (im Südosten), des Wallsgrabens (im Südwesten) sowie an das des Saalbachs (im Südwesten und Westen).

### Zuflüsse und Seen
Hierarchische Liste der Zuflüsse und  Seen, jeweils von der Quelle zur Mündung. Gewässerlänge, Seefläche und Höhe nach den entsprechenden Layern auf der Onlinekarte der LUBW. Andere Quellen werden gesondert ausgewiesen.
- (Flurbach), von links auf etwa 197 m ü. NHN in der Flur Oberer See, 0,9 km. Entsteht auf etwa 205 m ü. NHN zwischen Büchig und Gochsheim beim Gewann Welscher.
- Seeberggraben, von rechts auf etwa 190 m ü. NHN in der Flur Oberer See, 0,9 km. Entsteht auf etwa 210 m ü. NHN im Gewann Weihergrund.
  -  Passiert auf etwa 190 m ü. NHN einen Teich im Gewann Unterer See, 0,05 ha.
- Klingenbach, von links und auf etwa 190 m ü. NHN, 0,2 km. Entsteht auf etwa 198 m ü. NHN in der bewaldeten Flur Klingelwiesen.
  -  Passiert auf etwa 185 m ü. NHN einen See, 0,2 ha.
- (Flurbach), von rechts und auf etwa 182 m ü. NHN, 0,6 km. Entsteht auf etwa 205 m ü. NHN am Gewann Seeberg.
- Talbach, von links und auf etwa 181 m ü. NHN im Distrikt Bruchwald, 0,6 km. Entsteht auf etwa 190 m ü. NHN bei Büchig.
- Fürthgraben, von rechts und auf etwa 180 m ü. NHN im Gewann Oberes Tal, 0,2 km. Entsteht auf etwa 182 m ü. NHN im Gewann Nierengrund.
- (Flurbach), von links und auf etwa 179 m ü. NHN, 0,5 km. Entsteht auf etwa 198 m ü. NHN im Bann- und Lehrwald.
- (Flurbach), von rechts und auf etwa 173 m ü. NHN vor dem Neibsheimer Ortseingang, 1,7 km. Entsteht auf etwa 212 m ü. NHN im Alten Wald.
- Wanne, von rechts und auf etwa 170 m ü. NHN an der Kreuzung Talbachstraße und Neuer Weg, 0,3 km. Entsteht auf etwa 180 m ü. NHN im Gewann Heidelsheimer Weg.
- Ottentalgraben, von rechts und auf etwa 160 m ü. NHN gegenüber dem Gewann Mehlrain, 0,5 km. Entsteht auf etwa 185 m ü. NHN im Bereich Junkerstraße/Katzenäcker.
- Klingelbrunnen, von rechts und auf etwa 154 m ü. NHN im gleichnamigen Gewann, 0,1 km. Entsteht auf etwa 170 m ü. NHN im Bereich Ressenhälde.
- Unterer Klingelberg, von rechts und auf etwa 152 m ü. NHN im Gewann Klingelbrunnen, 0,3 km. Entsteht auf etwa 185 m ü. NHN.

### LUBW
Amtliche Online-Gewässerkarte mit passendem Ausschnitt und den hier benutzten Layern: Lauf und Einzugsgebiet des Neibsheimer Dorfbachs

Allgemeiner Einstieg ohne Voreinstellungen und Layer: Daten- und Kartendienst der Landesanstalt für Umwelt Baden-Württemberg (LUBW) (Hinweise)
1. 1 2 3  Höhe nach dem Höhenlinienbild auf dem Hintergrundlayer Topographische Karte.
2. 1 2  Länge nach dem Layer Gewässernetz (AWGN).
3. ↑  Einzugsgebiet nach dem Layer Basiseinzugsgebiet (AWGN).
4. ↑  Höhe nach grauer Beschriftung auf dem Hintergrundlayer Topographische Karte.
5. ↑  abgemessen auf dem Hintergrundlayer Topographische Karte.
6. ↑  Seefläche nach dem Layer Stehende Gewässer.

### Andere Belege
1. ↑  Josef Schmithüsen: Geographische Landesaufnahme: Die naturräumlichen Einheiten auf Blatt 161 Karlsruhe. Bundesanstalt für Landeskunde, Bad Godesberg 1952. → Online-Karte (PDF; 5,1 MB)
2. ↑  Modellierte Werte nach Abfluss-BW Gewässerknoten MQ/MNQ
3. ↑  Ernst Schneider: Die Flurnamen der Stadt Bretten – Ein Beitrag zur Namenkunde des Kraichgaues. Esser Druck Bretten 1985, S. 198 und S. 265
4. ↑  Willy Bickel: Der Saalbach und seine Zuflüsse. Beitrag zur Flußnamensforschung des Kraichgaus. In: Fritz Herzer (Hrsg.): Bruchsaler Heimatgeschichte. Bruchsal 1955, S. 208.